# メープルリーフ (列車)

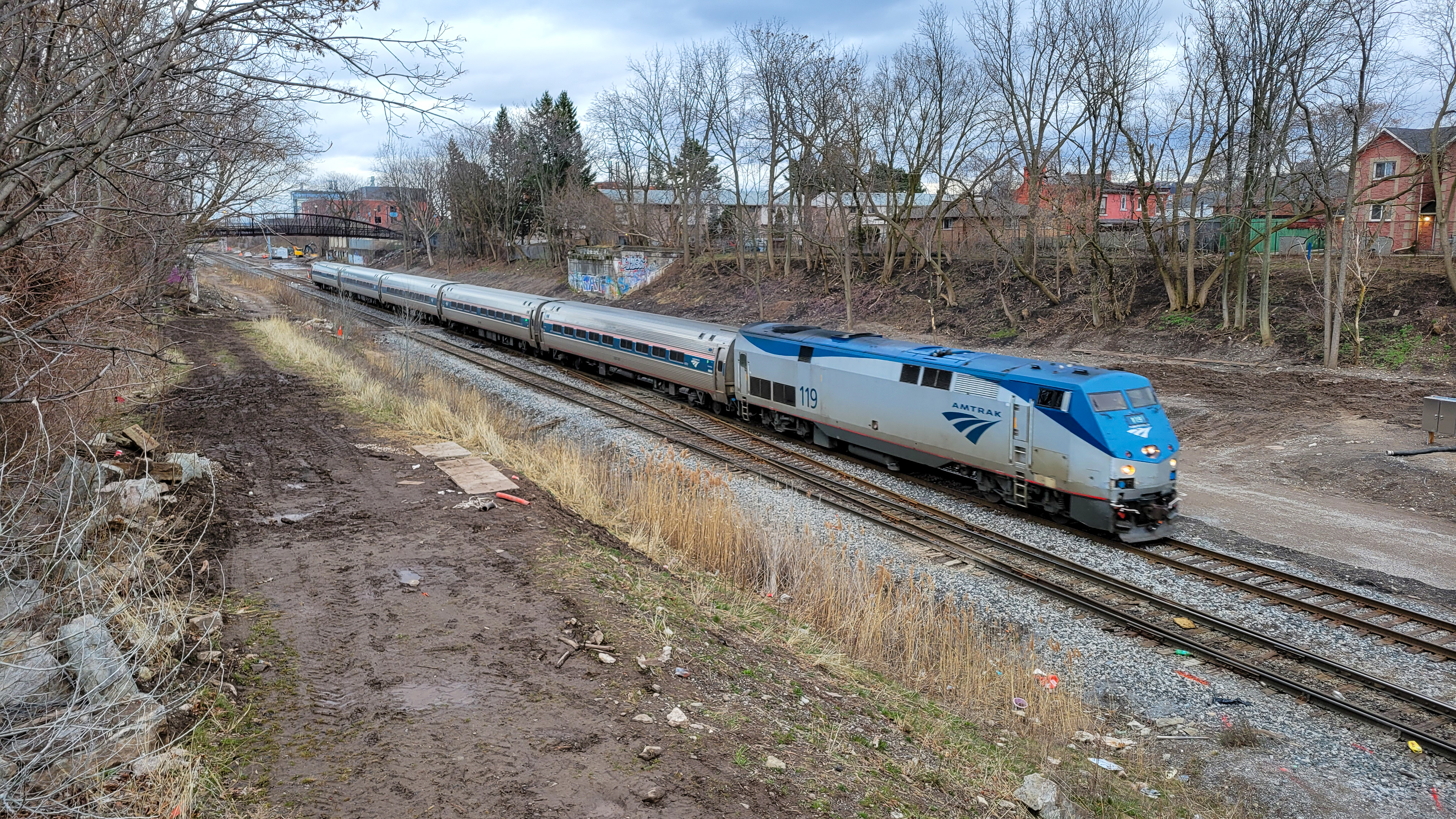
ハミルトン付近

メープルリーフ（Maple Leaf、メープル・リーフとも）はアムトラックとVIA鉄道によりニューヨーク市のペン・ステーションからエンパイア回廊経由でカナダのトロントまで運行される国際列車である。上下線とも毎日運行であり、544 mi (875 km)の道のりを途中の税関・入国審査を含めておよそ12時間で走破する。車輌は専らアムトラックのものが使用されるが、カナダ国内はVIA鉄道の職員により運行される。列車の運行は1981年に開始された。

## 歴史
ハドソン川とエリー運河に沿って運行されるメープルリーフ号の運行は1981年4月26日に開始された。このメープルリーフ号は、アムトラックとVIA鉄道にとってはじめての共同運行列車かつ直近10年間で初のニューヨークとトロントを結ぶ列車となった。この新しい列車にはアムトラックのアムフリートが投入され、食堂車も連結された。1982年の編成は、荷物車、座席車2両、軽食堂車からなり、税関検査には30分から2時間を要した。
アメリカ国内はアムトラックの乗務員が列車を運行し、カナダ国内ではVIA鉄道の乗務員が運行にあたる。この乗務員交代は、メープルリーフ号の牽引機のGE ジェネシスへの置き換えが遅れる要因となり、アムトラックでは置き換えが行われた最終グループの列車となった。カナダ・VIA鉄道の乗務員がこの機種に詳しくなかったためである。メープルリーフ号はVIA鉄道がGE ジェネシスを導入する2002年までEMD F40PH形ディーゼル機関車により運行された:107。
メープルリーフ号はニューヨークのアムトラック列車のうち主に州からの援助を受けて運行されている4つの列車のうちの1つである。ほかにアディロンダック、エンパイア・サービス、イーサン・アレン・エクスプレスがある。これらの列車は連邦政府の補助よりもニューヨーク州交通局に依るところが大きい。

## 路線概況

路線図

米国内については、メープルリーフ号の運行経路はエンパイア・サービス号と同じである。1991年まで、メープルリーフ号は現在のニューヨーク・ペン・ステーションではなく、ニューヨークのグランド・セントラル駅から発着していた。カナダ国内では、GOトランジットのレイクショア・ウェスト線と同じ経路を走行する。

## 車輌・編成

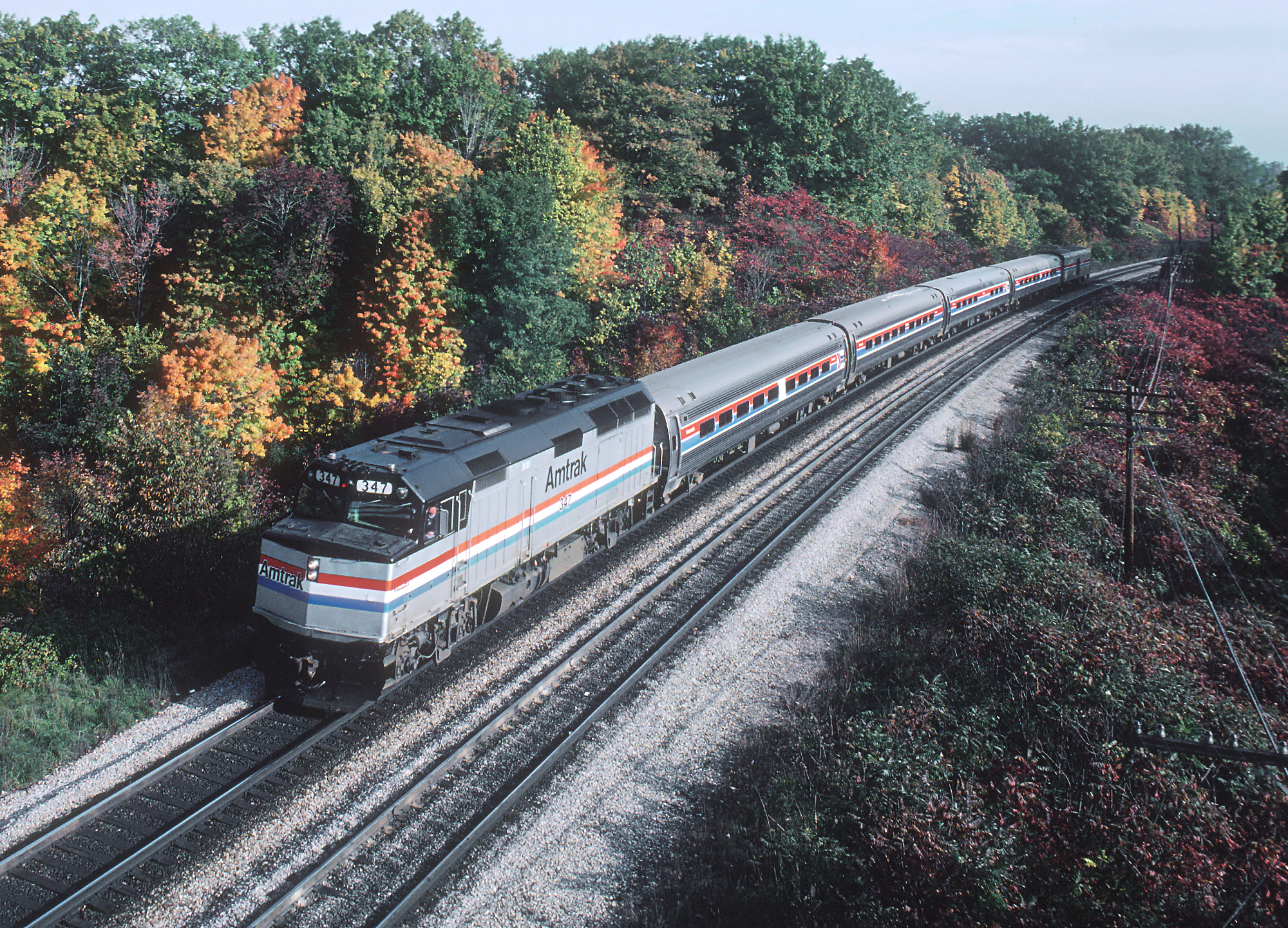
F40PHとアムフリートで運転されていた時代のメープルリーフ号（1981年10月撮影）

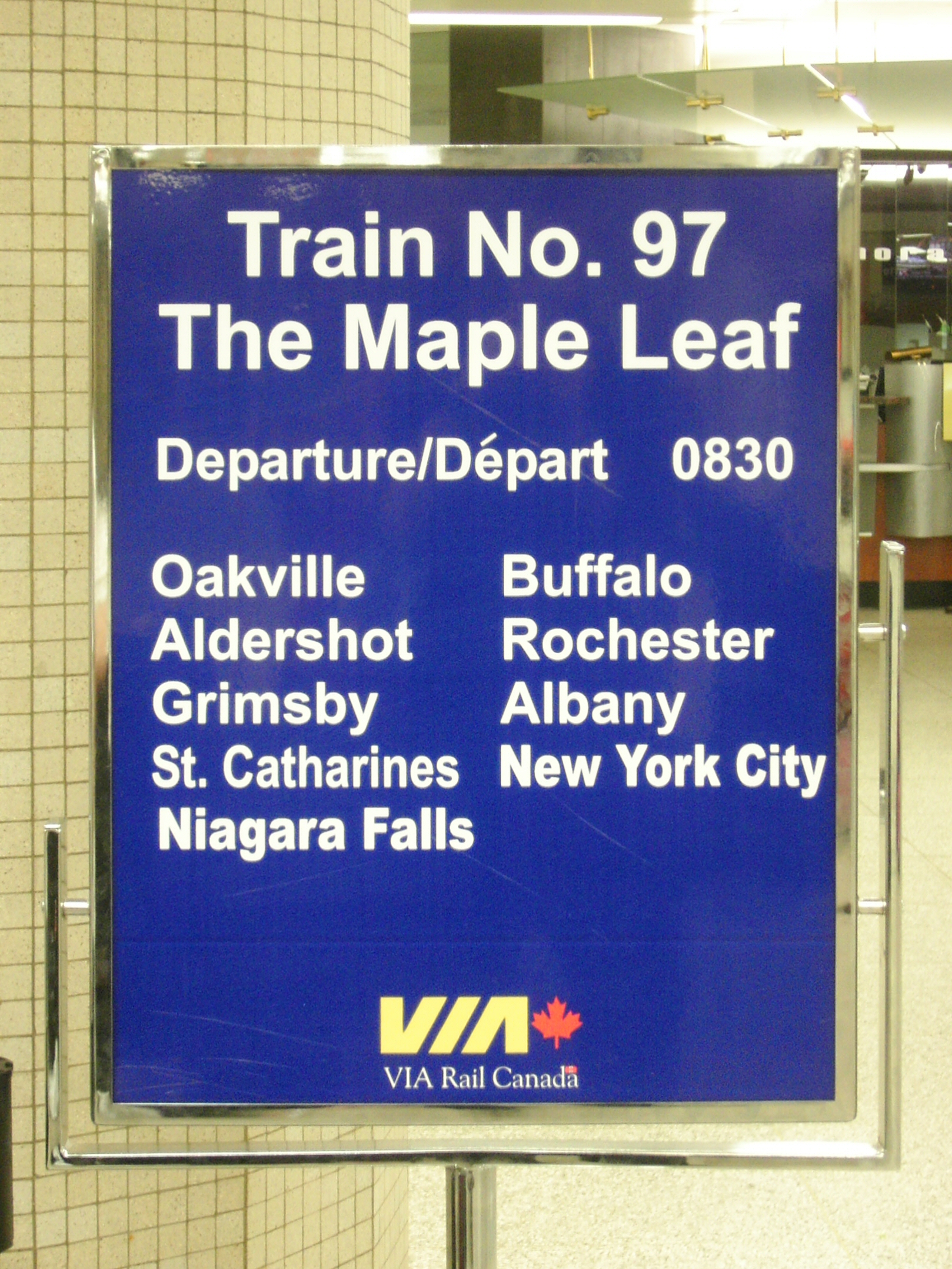
トロント・ユニオン駅のメープルリーフ号についての案内表示

メープルリーフ号は通年アムトラックのP42DC形またはP32AC-DM形機関車とアムフリートI・II形客車により運行される。典型的な編成は以下の通りである。
- P42DC形またはP32AC-DM形機関車 1両
- アムフリートI カフェ・ビジネスクラス合造車 1両
- アムフリートII コーチクラス（普通座席）車 1 - 2両
- アムフリートI コーチクラス（普通座席）車 2 - 4両

ニューヨーク・ペンステーションではディーゼル機関車の運行が禁止されているため、オルバニー - ニューヨーク間では第三軌条方式に対応したP32AC-DM形機関車が用いられる。通常はオルバニーでP42DC形への付け替えが行われるが、ときどきP32AC-DM形のままトロントまで運行される事もある。
クリスマスの買い物シーズンには、輸送需要を賄うためにアムフリートII客車が編成に1両増結される。